# Шпіґель
Шпі́ґель (з нім. Der Spiegel [deːɐ ˈʃpiːɡəl] — «дзеркало») — німецький щотижневий журнал (ілюстрований, кольоровий). Заснований у 1947 році, публікується в Гамбурзі. Має один із найбільших накладів у Європі (1 млн на тиждень). Вважається найпопулярнішим суспільно-політичним журналом серед середнього класу Німеччини. The Economist називає Der Spiegel найвпливовішим часописом континентальної Європи. Має однойменне власне видавництво «Шпіґель-Ферлаґ» (нім. Spiegel-Verlag), котре, крім «Шпігеля», видає також (з 1971 р.) економічно-діловий щомісячник «Manager Magazin».

## Історія видання
Ще до Першої світової війни Ліон Фейхтвангер видавав газету під назвою «Der Spiegel», яка  1908 року об'єдналася з газетою «Шаубюне» Зігфріда Якобсона.
Перше видання після Другої світової війни вийшло 4 листопада 1947 року в Ганновері як наступник газети «Diese Woche». Журнал наслідував приклад американських та британських часописів новин, насамперед — журналу Time. Молоді німецькі редактори під керівництвом Рудольфа Аугштайна намагалися виконувати свою роботу за принципами критичної й серйозної журналістики, внаслідок чого звинувачення на шпальтах журналу друкувалися навіть на адресу супротивників Німеччини як у Першій, так і в  Другій світовій війні. Уряд у Лондоні та три інші окупаційні держави були невдоволені такою формою надання інформації, а тому позбулися журналу.
Рудольф Аугштайн отримав ліцензію на видавничу діяльність і перейменував журнал у Der Spiegel. З першого номера в січні 1947 року він був видавцем і шеф-редактором. Редакція знаходилася в ганноверскому Анцайгерхоххаусі (одному з перших висотних будинків Німеччини).
Після 1950 року журнал належав Рудольфу Аугштайну та Джону Яру; Яр поділив свою частку разом із Річардом Грунером у 1965 році, щоб сформувати видавництво Gruner + Jahr. У 1969 році Аугштайн викупив Gruner + Jahr і став єдиним власником Der Spiegel. У 1974 році Аугштайн провів реструктуризацію компанії та зробив акціонерами співробітників. Власником акцій міг стати будь-який співробітник, який мав більше трьох років стажу роботи.
Наклад часопису зростав швидко. Від 15 000 примірників у 1947 році він зріс до 65 000 у 1948 році і 437 000 у 1961 році. У 1962 році наклад становив уже майже 500 000 примірників. Возз'єднання Німеччини дало змогу часопису розширити свій вплив на теренах колишньої Східної Німеччини. Після цієї події його наклад перевищив один мільйон.
Вплив часопису базується на двох стовпах; по-перше, на моральному авторитеті, створеному завдяки розслідувальній журналістиці з ранніх років і доведеному кількома вражаючими справами у 1960-х та 1980-х; по-друге, на економічній міці плідного видавництва.
У 1988 року журнал створив телепрограму Шпігель ТБ. Диверсифікаційні процеси продовжувалися протягом 1990-х років.
В еру Христіана Шульца-Герштейна культурний відділ журналу досяг своєї найвищої точки.
Після появи конкуруючого видання Focus відбулися відчутні зміни; проте журналістський вплив залишився таким же. Focus спочатку позиціонував себе як альтернативу Der Spiegel.
З середини 1990-х років під керівництвом шеф-редактора Штефана Аугуста й під тиском конкуренції відбувається перехід Der Spiegel до неоліберальних поглядів. Одночасно з цим журналу дорікають у тому, що він дедалі більше стає «бульварним» виданням, хоча статті залишаються все такими ж об'ємними й захоплюючими.
У 1994 році відбувся запуск Spiegel online.
Опитування 1536 німецьких журналістів на початку 2005 року засвідчило, що 33,8 % журналістів вважають Der Spiegel провідним виданням; Süddeutsche Zeitung — 34,6 %, Focus — 4,6 %. У 1993 році дві третини опитаних журналістів віддали свої голоси на користь Der Spiegel.
У 2007 році журнал почав видавати новий регіональний додаток у Швейцарії. То був 50-сторінковий огляд цієї країни.
У 2010 році в Der Spiegel лише у відділі факт-чекінгу працювало понад 80 співробітників.

### Справа «Шпігеля»
Саме з Der Spiegel пов'язаний найгучніший скандал навколо утисків свободи слова в післявоєнній Німеччині, так званий «Скандал зі Spiegel» (нім. Spiegel-Affäre).  Скандал, що вибухнув у 1962 році, був викликаний цілим рядом доволі критичних статей журналу Der Spiegel, присвячених проблемі корупції в міністерстві оборони. Зокрема, журналісти проливали світло на особисту зацікавленість міністра оборони Франца Йозефа Штрауса при розподілі будівельних підрядів. На думку журналістів, міністр отримував великі хабарі, «відкати» від будівельних компаній, зокрема компанії FibAG. Крім того, Der Spiegel регулярно в дуже жорсткій формі критикував плани міністра оборони перетворити Німеччину на ядерну державу. В умовах посилення холодної війни, на думку редакції, набуття бундесвером ядерної зброї перетворювало ФРН на ціль для радянських ядерних ракет, що в разі можливої війни призвело б до повного знищення Західної Німеччини.
Кульмінацією конфлікту стала опублікована в жовтні 1962 року стаття під назвою «До оборони готові умовно» (Bedingt abwehrbereit), присвячена підсумкам навчань НАТО Fallex 62. Журнал розповсюдив інформацію, що, за результатами цих навчань, ні бундесвер, ні об'єднане натовське угруповання, розташоване на території ФРН, не в змозі у разі можливої війни утримувати Західну Німеччину більш ніж два тижні.
Реакція Штрауса не забарилася: 23 жовтня 1962 року редакція була звинувачена в державній зраді та розголошенні державної таємниці. Канцлер Конрад Аденауер під час виступу в бунденстазі назвав це «зрадою, глибокою, мов прірва».
Через кілька днів поліція захоплює редакцію журналу в Гамбурзі та частину його офісу в Бонні. У співробітників ведуться обшуки. В Іспанії заарештовано автора статті Конрада Ахлера, воєнного експерта та заступника головного редактора, що перебував там у відпустці.
3 та 4 листопада 1962 року затримали ще кількох редакторів журналу разом із видавцем та редактором Рудольфом Аугштайном. Журнал звинуватили також в отриманні секретних відомостей незаконним шляхом. Протести громадськості проти дій відносно Der Spiegel піднімаються як у Німеччині, так і за її межами. Слідчі вивчають архіви журналу.
Тим часом п'ять міністрів від ліберальної Вільно-демократичної партії були змушені скласти свої повноваження через те, що міністр юстиції Штаммбергер, представник цієї політичної сили, не був проінформований про арешти журналістів.
30 листопада 1962 року пішов у відставку і міністр оборони Штраус, який остаточно заплутався у своїй брехні з приводу участі в акції проти журналу.
Гучний скандал призвів до того, що 14 грудня 1962 року канцлер Аденауер формує новий кабінет міністрів.
Нарешті 7 лютого 1963 року звільнили головного редактора Рудольфа Аугштайна, який пробув під вартою 103 дні. Звинувачення з нього та інших журналістів зняли.

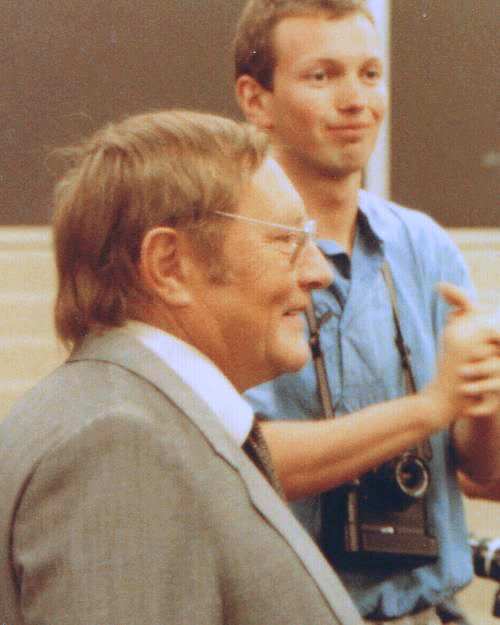
Рудольф Аугштайн, 1985 р. Гамбург

Невдовзі до Верховного суду звернувся вже Der Spiegel. Видання бажало, щоб дії федерального уряду й федеральної прокуратури отримали правову оцінку як порушення конституції. На це конституційні судді, щоправда, не пішли. При рівності голосів — чотири проти чотирьох — клопотання було відхилено. Дії виконавчої влади тим самим були виправдані та визнані конституційними. Проте вперше в правовій історії Німеччини суд опублікував особливу думку меншості суддів, які визнали атаку на Der Spiegel порушенням Основного закону. Важливо, що в тій частині обґрунтування судового рішення, під якою підписалися всі судді, міститься кілька закликів до держави заново обдумати й по-новому організувати своє ставлення до свободи слова і свободи преси. Так, суд констатував, що в поняття свободи преси входить і «охорона довірчих відносини між пресою і приватними інформаторами». Такі джерела можуть бути «корисними», тільки якщо «інформатор» може покластися на те, що редакційна таємниця залишиться збереженою". Одночасно була спростована й аргументація, згідно з якою охорона державної таємниці в інтересах оборони країни "має вирішальний пріоритет перед свободою преси, бо остання має своєю передумовою існування держави, а в разі його руйнування «руйнується і сама». Цінністю, що варта захисту в першу чергу, була визнана не «організаційна структура» країни, а насамперед її «вільний демократичний лад». Його ознакою є те, «що державні справи, включаючи й військові, хоча й ведуться відповідними державними органами, але підлягають постійній критиці або схваленню з боку народу».

### Справа «Flick»
Справа Flick розпочалася в 1975 році. Ця компанія продала свої акції на суму 1900000000 німецьких марок. У січні наступного року Flick подала запит на звільнення від податку для цієї операції, який був схвалений федеральним міністром Хансом Фридеріком, а потім і його наступником Отто Графом Ламбсдорффом.
П'ять років по тому, в 1981 році, слідчий Клаус Ферстер, який спеціалізувався на податковому шахрайстві, знайшов докази того, що Flick здійснювала грошові перекази для всіх партій у німецькому бундестазі. Касова книга бухгалтера компанії Рудольфа Діхеля засвідчила, що поряд з іншими перекладами, 250000 німецьких марок було передано голові Християнського соціалістичного союзу Францу-Йозефу Штраусу й ще 565000 німецьких марок отримав голова Християнського демократичного союзу Гельмут Коль.
Намагаючись забезпечити собі недоторканність, уряд Коля спробував прийняти законопроєкт у 1984 році, який передбачав амністію для всіх політиків, які отримали податкові відрахування для пожертвувань політичним партіям.
16 лютого 1987 року Ханс Фридерік і Отто Граф Ламбсдорфф були визнані винними в ухиленні від сплати податків і допомоги в податковому шахрайстві. Їм присудили грошовий штраф. Ламбсдорффу довелося піти у відставку зі своєї посади федерального міністра, а Фридерік звільнив крісло генерального директора в Dresdner Bank.
У 1984 році німецький бундестаг створив комітет для розслідування цієї справи. Він встановив, що в період між 1969 і 1989 роками політики усіх основних партій (ХДС, ХСС, ВДП і СДПН) отримали гроші від Flick у загальному обсязі 25000000 німецьких марок.

## Розслідувальна журналістика
Der Spiegel має характерну репутацію виявлення неправомірних політичних дій та скандалів. Інтернет-версія Британської енциклопедії підкреслює цю якість журналу наступним чином: «Журнал славиться своїми агресивними, енергійними і влучно написаними викриттями державної халатності і скандалів.» Це заслуговувало на визнання ще в 1950 році, коли Федеральний парламент почав розслідування звинувачень Spiegel про те, що його підкуплені члени планують здати Бонн як резиденцію уряду ФРН.
З часу справи Spiegel часопис неодноразово відігравав значну роль у виявленні політичних образ і гріхів, у тому числі й у справі Flick.
Spiegel-скандал тепер згадують, говорячи про зміни політичної культури післявоєнної Німеччини, а також про перші масові демонстрації та громадські протести, які слугували поворотним моментом від старої авторитарної держави до сучасної демократії.
У 2010 році журнал підтримує WikiLeaks у публікації матеріалів з Державного департаменту Сполучених Штатів, поряд з The Guardian, The New York Times, Ель Паїс і Le Monde. У жовтні 2013 року за допомогою колишнього АНБ-підрядника Сноудена викриває систематичне прослуховування приватного мобільного телефону канцлера Німеччини Ангели Меркель протягом більш ніж 10 років з боку Агентства національної безпеки.
Провідна роль журналу в розслідувальній журналістиці та її монополія добігла кінця в 2013 році, оскільки інші німецькі ЗМІ, такі як Süddeutsche Zeitung, Bild, ARD і ZDF, стали ефективно боротися з політичними скандалами.

## Тематичні підрозділи, редакції
- Німецька політика
- Німеччина
- Економіка
- Закордонні справи
- Наука і техніка
- Культура
- Суспільство
- Спорт
- Спеціальні теми
- Мультимедіа

## Spiegel online
Spiegel online був заснований у 1994 році. Належить спільно з Manager Magazin Online підприємству SPIEGELnet AG, 100 % акцій яким володіє видавництво. Матеріали пише власна редакційна команда, деякі перейшли сюди з новинних агентств. З 2002 року пропонує платний доступ до архіву статей.
Онлайн безкоштовно можна знайти матеріали, які будуть надруковані в найближчому номері Der Spiegel, за винятком головної теми.
Шеф-редактор — журналіст Маттіас Мюллер фон Блуменкрон.

## Критика видання
Одним з основних пунктів критики, яка була висунута проти Der Spiegel, стосується використання мови в журналі. У 1957 році письменник Енценсбергер опублікування своє есе Die Sprache Der Spiegels («Мова Der Spiegel»), у якому піддав критиці так звану «вдавану об'єктивність». Вольф Шнайдер, видатний журналіст і філолог, назвав журнал «найбільшим скаліченням німецької мови» і використав цитати з часопису як приклади невмілої мови у своїх керівництвах зі стилістики. Така критика була не стільки з царини мовної естетики, скільки звинуваченням Der Spiegel у приховуванні та спотворенні реальних тем та статей через маніпуляції із семантикою та риторикою. У 1957 році, однак, Енценсбергер визнав у письмовій заяві, що жоден інший сучасний німецький журнал не досяг рівня Шпігель в об'єктивності.
Думки щодо рівня мови, яку використовує Der Spiegel, змінилися наприкінці 1990-х. Після найму багатьох талановитих письменників Німеччини Der Spiegel почав здобувати численні нагороди за найкращі статті.
Деякі критики, зокрема, історик Лутц Хечмейстер, біограф Аугштайна та колишній автор Der Spiegel Отто Келер, засуджували журнал за спокійне ставлення до колишніх нацистів, навіть есесівців. Der Spiegel, який у випадках викриття нацистської діяльності серед відомих осіб не демонструє стриманість, спотворює історію та покриває злочинців, наймаючи інсайдерів для написання статей на теми Третього Рейху. Проте ранні звіти журналу про пожежу в Рейхстазі, написані колишніми офіцерами СС Паулем Кареллом (який також служив головним прессекретарем при міністрі закордонних справ нацистської Німеччини Йоахімові фон Ріббентропі) і Фріцем Тобіасем, вважаються впливовими в історичному контексті, оскільки з 1960-х років справжність статей цих двох авторів підтверджена авторитетним істориком Хансом Моммзеном.
Франклін Лемб вважає, що Der Spiegel таїть у собі сильний проізраїльський ухил.

### Справа Релотіуса
У грудні 2018 року був звільнений журналіст Клаас Релотіус. Він протягом багатьох років працював у редакції, здобув багато журналістських нагород (премії «Німецький репортер» в 2013, 2015, 2016, 2018 роках, премія CNN в 2014 і Лауреат премії Європейської преси у 2017). Навіть коли надійшли дані, що Клаас підроблював свої матеріали (антиамериканський акцент тощо) і визнав, що 14 матеріалів були фейкові, включно із деякими, що отримали нагороди, Der Spiegel захищав його до останнього моменту.

## Редакційні представництва
- У Німеччині:

Берлін, Дрезден, Дюссельдорф, Франкфурт-на-Майні, Карлсруе, Мюнхен, Штуттгарт.
- У світі:

Бостон, Брюссель, Варшава, Вашингтон, Кейптаун, Лондон, Мадрид, Москва, Нью-Делі, Нью-Йорк, Париж, Пекін, Ріо-де-Жанейро, Рим, Сан-Франциско, Тель-Авів

## Шеф-редактори
- 1960-ті — кінець 1980-х — Йоханнес К. Енгель
- 1962—1968 — Клаус Якобі
- 1969 — січень 1973 — Гюнтер Гаус
- 1973 — 31 грудня 1989 — Ерих Бйоме (разом з Энгелем та Функом)
- 1986/87 — 10 липня 1991 — Вернер Функ (спочатку разом з Бйоме, потім з Кільцем)
- початок 1990 — 13 грудня 1994 — Ханс Вернер Кільц (спочатку разом з Функом, потім з Каденом)
- середина липня 1991 — 1 серпня 1994 — Вольфганг Каден (разом з Кільцем)
- 16 грудня 1994 по 2008 — Штефан Ауст
- 2008—2011 — Матіас Мюллер фон Блуменкрон и Георг Масколо
- 2011—2013 — Георг Масколо
- 2013—2015 — Вольфганг Бюхнер
- з 2015 — Клаус Бринкбоймер

## Цікаві факти
Редакції видань Югославії могли вільно передплатити журнал у 1970-1980-х роках.
Особливе видання Der Spiegel про іслам було заборонено в Єгипті у квітні 2008 року за публікацію матеріалу, який, на думку влади, ображає цю релігію та пророка Мухаммеда.